# Alpha Condé
Alpha Condé (Boké, 4 de març de 1938) és un polític guineà, president de Guinea des del 21 de desembre de 2010. Professor de Ciències polítiques a la Universitat de París i opositor al govern de Lansana Conté, es va presentar a les eleccions de 1993 i 1998 amb l'agrupació política opositora, "Assemblea del Poble Guineà". Va guanyar les eleccions presidencials en 2010. El 17 d'octubre de 2015, Condé va ser reelegit president amb el 57,85% dels vots, encara que les eleccions van ser denunciades per l'oposició per frau i mala administració.
Va néixer en Boké, Prefectura de Kouroussa, colònia de Guinea Francesa, el 4 de març de 1938. Casat amb Djene Kaba Conté, va ser professor de ciències polítiques a la Universitat de París i destacat opositor de Lansana Conté, president durant vint-i-quatre anys fins a la seva mort en 2008, enfrontant-se contra ell en les eleccions de 1993 i 1998. Després d'aquestes eleccions va ser arrestat acusat de desestabilitzar el govern i d'intentar deixar el país de forma il·legal. El 1999 va ser condemnat a cinc anys de presó encara que el 2001 va ser perdonat per Conté.
Després del cop d'estat a Guinea en 2008 Condé es va reunir amb el líder colpista Moussa Dadis Camara, president del Consell Nacional per a la Democràcia i el Desenvolupament. Va declarar que els membres del CNDD eren uns "patriotes", encara que més endavant es va oposar al consell i va criticar a Camara. Va guanyar les eleccions presidencials de 2010 amb el 52,52% dels vots en segona volta per davant de Cellou Dalein Diallo malgrat que en la primera volta només havia aconseguit el 18%. Abans de prendre possessió va oferir a l'oposició formar govern en un intent de "reintegració" nacional.
A la matinada del 19 de juliol de 2011 va sofrir un intent de cop d'Estat: un comando fortament armat va assetjar la casa presidencial i la va atacar mentre Condé dormia, sent aquesta ofensiva rebutjada per la Guàrdia Presidencial. L'assalt, que es va iniciar a les 3:10 am (hora local) i es va estendre per gairebé tres hores, va afectar greument l'estructura de la residència, la que va sofrir trets d'artilleria i explosions causades per magranes i coets. Diverses hores després va ocórrer un altre combat entre membres de l'exèrcit i els atacants a la rodalia del Palau. Almenys un assaltant va morir durant els enfrontaments i un altre va ser capturat.
El 9 de desembre de 2022, el Tresor dels Estats Units va publicar una llista de més de quaranta personalitats objecte de sancions per actes de corrupció i violacions dels drets humans. Entre els objectius de l'Oficina de Control d'Actius Estrangers (OFAC), l'òrgan de control financer del Departament del Tresor és Karim Keïta..